# El Molino, Ojuelos de Jalisco
El Molino är en ort i Mexiko.   Den ligger i kommunen Ojuelos de Jalisco och delstaten Jalisco, i den centrala delen av landet, 400 km nordväst om huvudstaden Mexico City. El Molino ligger 2 108 meter över havet och antalet invånare är 383.
Terrängen runt El Molino är platt åt sydväst, men åt nordost är den kuperad. Runt El Molino är det ganska glesbefolkat, med 21 invånare per kvadratkilometer. Närmaste större samhälle är Villa García, 19,1 km nordväst om El Molino. Omgivningarna runt El Molino är i huvudsak ett öppet busklandskap.